# Callibella humilis
El tití de corona negra o tití enano de Roosmalen (Callibella humilis) es una especie de primate platirrino de la familia Callitrichidae Habita en la Amazonia en la cuenca oriental del bajo Madeira y la cuenca del río Aripuanã, en Brasil.

## Encuentro
Fue descrito en 1998, después de haber sido descubierto a unos 400 km al sur de la ciudad de Manaus. En 1996, Marc van Roosmalen, observó un ejemplar mantenido en una lata de leche por un comerciante en el río. Con la idea de que se trataba de una nueva especie, pariente de los titís pigmeos buscó en varias partes hasta que al sur de la ciudad de Nova Olinda do Norte, al sudeste de Amazonas, mostró a los nativos una fotografía del tití y ellos afirmaron que lo denominan "zog-zog".

## Clasificación
La especie fue descrita por van Roosmalen et al. en 1998 como Callithrix humilis, En 2003, van Roosmalen y van Roosmalen lo clasificaron dentro de Callibella, un subgénero de Callithrix. Rylands y Mittermeier en 2009, por sus diferencias en tamaño, morfología y hábitos lo consideren como integrante único del género Callibella.

## Descripción
Adulto mide entre 38 y 39 cm con una cola de 22 a 24 cm de longitud y pesa entre 150 y 185 g. Entre los titís es el más pequeño, con excepción del tití pigmeo. 
Su manto es de color olivo a castaño, obscuro en su parte superior y claro o amarillento en la parte inferior. El rostro, sin pelo, es rosado pálido, bordeado por un anillo de pelos blancos. Tiene garras en vez de uñas, al igual que otros titís que se alimentan de savia.
Sus hábitos son arborícolas y diurnos, pero a diferencia de otras especies de su género no son territoriales ni hay hembra dominante en el grupo, en tanto cualquiera puede ser fértil y tener una cría por parto (y no dos).